# Coda (musique)
 (septembre 2021).
Si vous disposez d'ouvrages ou d'articles de référence ou si vous connaissez des sites web de qualité traitant du thème abordé ici, merci de compléter l'article en donnant les références utiles à sa vérifiabilité et en les liant à la section « Notes et références ».
Pour les articles homonymes, voir Coda.
Une coda, en musique et en danse classique, est le passage final d'une pièce ou d'un mouvement, et également un signe qui permet de remplacer une phrase suspensive par une phrase conclusive.

## Musique
En musique, une coda (de l'italien « queue ») est, en principe, le passage qui termine une pièce ou un mouvement. Sa durée est variable : parfois très courte, et parfois d'une étendue de nombreuses mesures. On parle de codetta dans le cas d'une coda brève ou d'une coda interne à un mouvement.

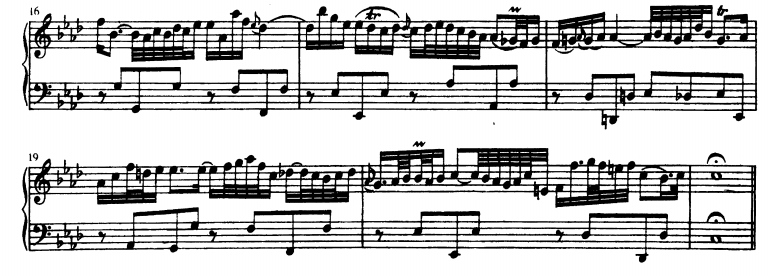
Dernières mesures du Largo, avec sa coda (mesure 19 et suivantes).

En tant que coda terminale, on peut encore parler de « fin après la fin ». Par exemple dans le Largo en La bémol majeur du concerto en Fa mineur pour clavier BWV 1056 de J.S. Bach, on a une première cadence parfaite finale se terminant sur la première note de la mesure 19 (donc un la bémol, tonique du morceau), puis, comme un dernier rebond suspensif, une coda aboutissant à un accord de Do, préparant le retour au Fa mineur de l'énergique Presto.
La coda est définie comme suit dans certains cas :
- Elle est modulante, et peut être écrite sur pédale (de dominante ou de tonique) ;
- Elle est thématique. Elle doit présenter des éléments déjà entendus.

## Comme signe musical

Signe de la coda.

En notation musicale le symbole de coda, qui ressemble à un cercle barré d'une croix verticale, comme une petite cible, (caractère Unicode U+1D10C), est employé comme une marque de navigation d'une manière semblable à l'indication Dal segno.
L'expression Al Coda indique qu'une fois arrivé à cet endroit durant l'exécution finale, l'interprète doit sauter immédiatement à la section séparée marquée avec un symbole de coda. Par exemple, cela peut être utilisé pour donner un final différent au dernier vers d'une chanson.
La coda s'applique conjointement avec deux autres indications pour déterminer les répétitions à effectuer dans une partition : Da capo et Dal segno.

### Da Capo al Coda

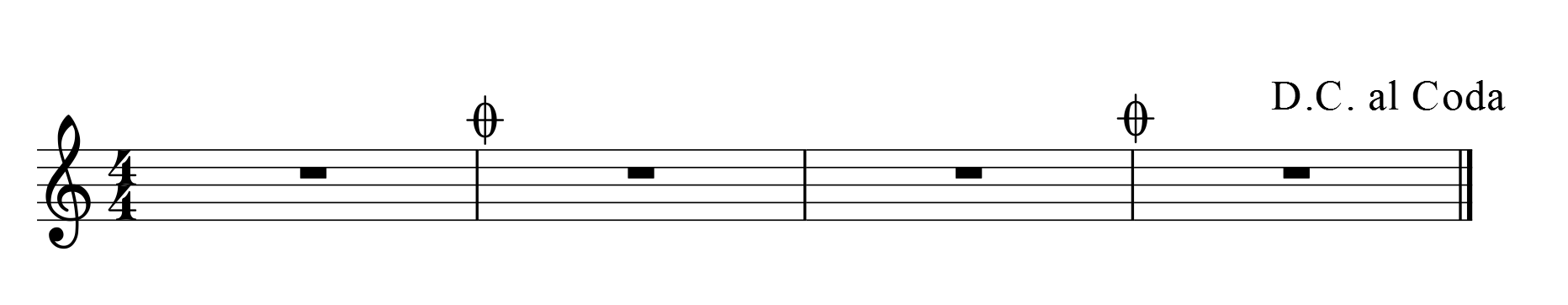
Da Capo al Coda. L'interprétation des quatre mesures serait dans l'ordre suivant : 1-2-3-4-1-4.

Da Capo al Coda, raccourci en D.C. al Coda, signifie littéralement « de la tête à la queue ». Il indique à l'interprète qu'il doit répéter la pièce depuis le début, de continuer à jouer jusqu'à rencontrer le premier symbole de coda. Ensuite il doit passer directement jusqu'à l'endroit où se trouve le second symbole de coda et continuer à jouer de là jusqu'à la fin.

### Dal Segno al Coda

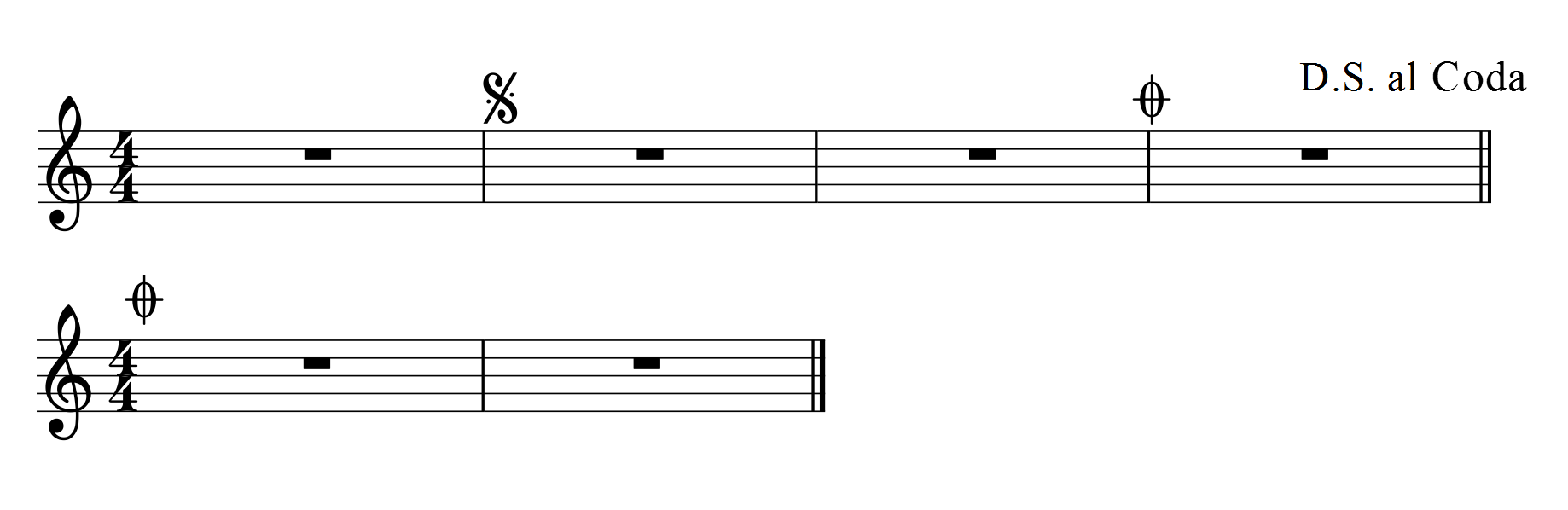
Dal Segno al Coda. L'interprétation des six mesures serait dans l'ordre suivant : 1-2-3-4-2-3-5-6.

Dal Segno al Coda, raccourci en D.S. al Coda, signifie littéralement « du signe à la queue ». Il indique à l'interprète qu'il doit répéter la pièce depuis le signe ou « segno », continuer à jouer jusqu'à rencontrer le premier symbole de coda. Ensuite il doit passer directement jusqu'à l'endroit où se trouve le second symbole de coda et continuer à jouer de là jusqu'à la fin.
Dans les exemples précédents le fragment qui va de la seconde coda jusqu'à la fin est souvent appelé la « coda » de la pièce ou littéralement « finale », selon sa seconde acception comme partie ou section d'une composition musicale.

## Danse
En danse classique, la coda a deux acceptions :
- C'est la troisième et dernière partie d'un pas de deux tel que l'a fixé Marius Petipa au XIXe siècle. Après l'adage et les variations, la coda constitue le morceau de bravoure des danseurs ;
- C'est aussi le finale d'un ballet au cours duquel les solistes défilent sur scène.